# Vic Flick
Vic Flick, właśc. Victor Harold Flick (ur. 14 maja 1937 w Worcester Park, zm. 14 listopada 2024 w Los Angeles) – brytyjski gitarzysta, muzyk sesyjny, który najbardziej znany jest z nagrania riffu gitarowego do utworu „James Bond Theme”.

## Życiorys
Pod koniec lat 50. Flick dołączył do grupy The John Barry Seven, a pierwszą kompozycją dla zespołu jego autorstwa była „Zapata”. Z zespołem Flick zagrał riff gitarowy dla motywu przewodniego popularnego wówczas show telewizyjnego Juke Box Jury. W 1959 roku muzyk wystąpił – wraz z formacją – we wszystkich odcinkach programu telewizyjnego BBC Drumbeat.
Na ścieżce dźwiękowej do filmu Doktor No, Flick był głównym gitarzystą w utworze „James Bond Theme”. Kontynuował współpracę przy nagrywaniu ścieżek dźwiękowych do serii filmów o przygodach Jamesa Bonda (od lat 60. do końca lat 80.).
Oprócz pracy jako główny gitarzysta w zespole John Barry Seven na początku lat 60., Flick był muzykiem sesyjnym, pojawiając się na wielu brytyjskich nagraniach pop z lat 60. Był członkiem George Martin Orchestra, z którą brał udział w nagraniach ścieżki dźwiękowej do filmu Noc po ciężkim dniu, gdzie zagrał na gitarze Olympic white 1961 Fender Stratocaster w instrumentalu „Ringo’s Theme (This Boy)”.
Flick współpracował z wieloma popularnymi artystami, takimi jak: Herman’s Hermits, Burt Bacharach, Henry Mancini, Jimmy Page, Cliff Richard, Diana Ross, Nancy Sinatra, Tom Jones i Eric Clapton. Gitara Clifford Essex Paragon De Luxe, na której Flick zagrał oryginalną wersję „James Bond Theme”, wystawiana była w latach 2005–2006 w muzeum Rock and Roll Hall of Fame w amerykańskim mieście Cleveland. W późniejszym czasie instrument pokazywany był w amerykańskich muzeach podczas objazdowej wystawy „Guitar: The Instrument that Rocked the World”, która organizowana była przez National Guitar Museum.
Flick współpracował także przy filmach Merchant Ivory Productions jako kompozytor/aranżer przy m.in.: Autobiography of a Princess (1975), Europejczycy (1979), Kwartet (1981), W upale i kurzu (1983).
W 1999 roku współpracował z kompozytorem Niciem Raine’em, nagrywając z Praską Orkiestrą Filharmoniczną album-hołd Bond Back in Action. W 2003 roku Flick zarejestrował album James Bond Now, na którym pojawiły się materiały ze ścieżek dźwiękowych Jamesa Bonda oraz nowe kompozycje. Dwa lata później muzyk nagrał na gitarze ścieżkę do gry wideo From Russia With Love (Electronic Arts).
W 2008 roku na rynek trafiła autobiografia Vic Flick Guitarman: From James Bond to The Beatles and Beyond (wydawca: Bear Manor Media).
W październiku 2012 roku Flick pojawił się podczas wieczoru „The Music of Bond: The First 50 Years” zorganizowanego przez Academy of Motion Pictures Arts and Sciences, gdzie obchodzono pięćdziesięciolecie powstania pierwszego filmu z serii. Zagrał wówczas przed publicznością na swojej gitarze Clifford Essex Paragon De Luxe kompozycję „James Bond Theme”. Udzielił także na scenie wywiadu Jonowi Burlingame’owi.
W 2013 roku Flick pojawił się w jednym z odcinków programu Gwiazdy lombardu emitowanego na kanale History. Przyniósł tam swoją gitarę Fender Stratocaster (z 1961 roku), a właściciel lombardu Rick Harrison – po konsultacji z Jesse’m Amoroso – kupił instrument za kwotę 55 000 USD.

## Życie prywatne
W 1960 roku Flick ożenił się z Judith Mary, z którą ma dwoje dzieci. Para mieszkała w Las Vegas. 
Cierpiał na chorobę Alzheimera. Zmarł 14 listopada 2024.

## Dyskografia
- 1968: West of Windward (rediffusion)
- 1999: Bond Back in Action (featured)
- 2003: James Bond Now

### Utwory
Wybrana lista utworów, w nagraniu których Flick brał udział:
- 1963: „I Only Want to Be with You” – Dusty Springfield[21] (UK: #4[22])
- 1964: „A World Without Love” – Peter and Gordon[21] (UK: #1[23])[c]
- 1965: „It’s Not Unusual” – Tom Jones[21] (UK: #1[24])